# Маріо Токич
Маріо Токич (хорв. Mario Tokić, нар. 23 липня 1975, Дервента) — хорватський футболіст, захисник.
Відомий виступами за низку хорватських та австрійських клубів, а також національну збірну Хорватії.

## Клубна кар'єра
У дорослому футболі дебютував 1992 року виступами за команду клубу «Рієка», в якій провів шість сезонів, взявши участь у 134 матчах чемпіонату. Більшість часу, проведеного у складі «Рієки», був основним гравцем захисту команди.
Згодом з 1998 по 2009 рік грав у складі команд клубів «Динамо» (Загреб), ГАК (Грац), «Аустрія» (Відень) та «Рапід» (Відень).
Завершив професійну ігрову кар'єру у клубі «Загреб», за команду якого виступав протягом 2009—2011 років.

## Виступи за збірну
У 1998 році дебютував в офіційних матчах у складі національної збірної Хорватії. Протягом кар'єри у національній команді, яка тривала 9 років, провів у формі головної команди країни 28 матчів.
У складі збірної був учасником чемпіонату світу 2006 року у Німеччині.

## Титули і досягнення
- Чемпіон Хорватії (2):

«Динамо» (Загреб): 1998-99, 1999-2000
- Володар Кубка Хорватії (1):

«Динамо» (Загреб): 2000–01
- Чемпіон Австрії (3):

«Грацер»: 2003-04
«Аустрія» (Відень): 2005-06
«Рапід» (Відень): 2007-08
- Володар Кубка Австрії (4):

«Грацер»: 2001-02, 2003-04
«Аустрія» (Відень): 2005-06, 2006-07
- Володар Суперкубка Австрії (1):

«Грацер»: 2002
- Переможець Кубка Інтертото (1):

«Рапід» (Відень): 2007